# Константин Будогоски
Константин Фадеевич Будогоски (на руски: Константин Фаддеевич Будогосский) (1822 – 6 февруари 1875) е руски топограф, военен статистик.

## Произход и ранни години (1822 – 1858)
Роден е през 1822 година, но точната дата не е известна. Завършва Полоцкия кадетски корпус. През 1844 постъпва в Николаевската академия към Генералния щаб и след завършването ѝ е назначен на работа в Генералния щаб като завеждащ топографските и военно-статистическите дейности. През 1857 с чин подполковник е назначен за обер-квартирмейстер на войските в Далечния Изток.

## Експедиционна дейност (1858 – 1861)
През 1858 – 1859 възглавява експедиция за демаркация на границата между Усурийския край и Китай в Далечния изток. Същата година картира крайбрежието на Японско море между 43º 55` – 44º 45`с.ш. В началото на май 1859 основава руското селище Турий Рог на брега на езерото Ханка. След приключване на измерванията е командирован с всички материали в Пекин, на базата на които на 2 ноември 1860 е сключен Пекинския договор, който определя източната част на руско-китайската граница.
През 1861 под негово ръководство, на базата на сключения договор е извършена демаркация на границата между Амурския край и Китай. Същата година е издадена първата карта на Приамурието и Приморския край, за съставянето на която е награден с ордени Свети Владимир 4-та степен и Света Ана 2-ра степен и му е присъдена пожизнена пенсия.

## Следващи години (1862 – 1875)
След завръщането си от Далечния Изток е назначен за обер-квартирмейстер на Одеския военен окръг, а от 1864 и командващ 55-и Пехотен Подолски полк. През 1868 е произведен в чин генерал-майор и назначен за командващ на 1-ва бригада в 12-а пехотна дивизия.
Умира на 21 февруари 1875 година на 53-годишна възраст.

## Памет
Неговото име носи селище в Приморския край на река Усури.